# Kommissionen Malfatti
Kommissionen Malfatti var den EU-kommission som var i tjänst mellan den 2 juli 1970 och den 21 mars 1972. Den bestod av en ordförande, Franco Maria Malfatti, och sex andra kommissionärer. Den efterträdde kommissionen Rey och ersattes 1972 av kommissionen Mansholt när Malfatti avgick som kommissionsordförande.

## Kommissionärer
| Ordförande                                 |  | Franco Maria Malfatti | Konservativ   | Italien       |  |  |  |  |  |  |
| Industri och Handel                        |  | Altiero Spinelli      | Socialist     | Italien       |  |  |  |  |  |  |
| Utrikes frågor och Handel                  |  | Ralf Dahrendorf       | Liberal       | Västtyskland  |  |  |  |  |  |  |
| Vice Ordförande, Inre marknaden och Energi |  | Wilhelm Haferkamp     | Socialist     | Västtyskland  |  |  |  |  |  |  |
| Konkurrens och Regionalpolitik             |  | Albert Borschette     | Oberoende     | Luxemburg     |  |  |  |  |  |  |
| Socialpolitik, Transport och Budget        |  | Albert Coppé          | Kristdemokrat | Belgien       |  |  |  |  |  |  |
| Yttre förbindelser                         |  | Jean-François Deniau  | Liberal       | Frankrike     |  |  |  |  |  |  |
| Näringsliv                                 |  | Raymond Barre         | Liberal       | Frankrike     |  |  |  |  |  |  |
| Vice Ordförande och Jordbruk               |  | Sicco Mansholt        | Socialist     | Nederländerna |  |  |  |  |  |  |

### Summering: Politisk tillhörighet
| politisk tillhörighet | antal kommissionärer |
| --------------------- | -------------------- |
| Konservativ           | 2                    |
| Liberal               | 3                    |
| Socialist             | 3                    |
| Oberoende             | 1                    |